# Лісок Громадський
Лісок громадський — комплексна пам'ятка природи місцевого значення в Україні. Розташована в межах Полонського району Хмельницької області, на північний захід від с. Великі Каленичі
Площа 13,0 га. Статус надано відповідно до розпорядження голови Хмельницької ОДА від 28.09.1995 року № 67-р. Перебуває у віданні ЛКП «Лісовик»
Являє собою лісовий масив серед підвищеної горбистої місцевості із південною експозицією. Крутизна схилу досягає 10°. Висота над рівнем моря 285 метрів. Переважають грабово-дубові насадження. Поодиноко зустрічаються липа, береза, черешня, груша. В підліску зростає крушина ламка.
Має значне ґрунтозахисне, водорегулююче та рекреаційне значення. Розташовуючись серед агроландшафтів з домінуванням ріллі, є цінним резерватом для природної флори та фауни.